# Rio Preguiças
Der Rio Preguiças ist ein 120 km langer Fluss im Nordosten Brasiliens. Er liegt vollständig im Bundesstaat Maranhão und durchfließt den Südostrand der Lençóis Maranhenses, bevor er unweit des Fischerdorfes Atins in den Südatlantik mündet. Sein Unterlauf wird als Ausgangspunkt für Ausflüge in den Nationalpark Lençóis Maranhenses genutzt.
Kurz vor der Mündung in den Atlantik steht der Leuchtturm von Preguiças.

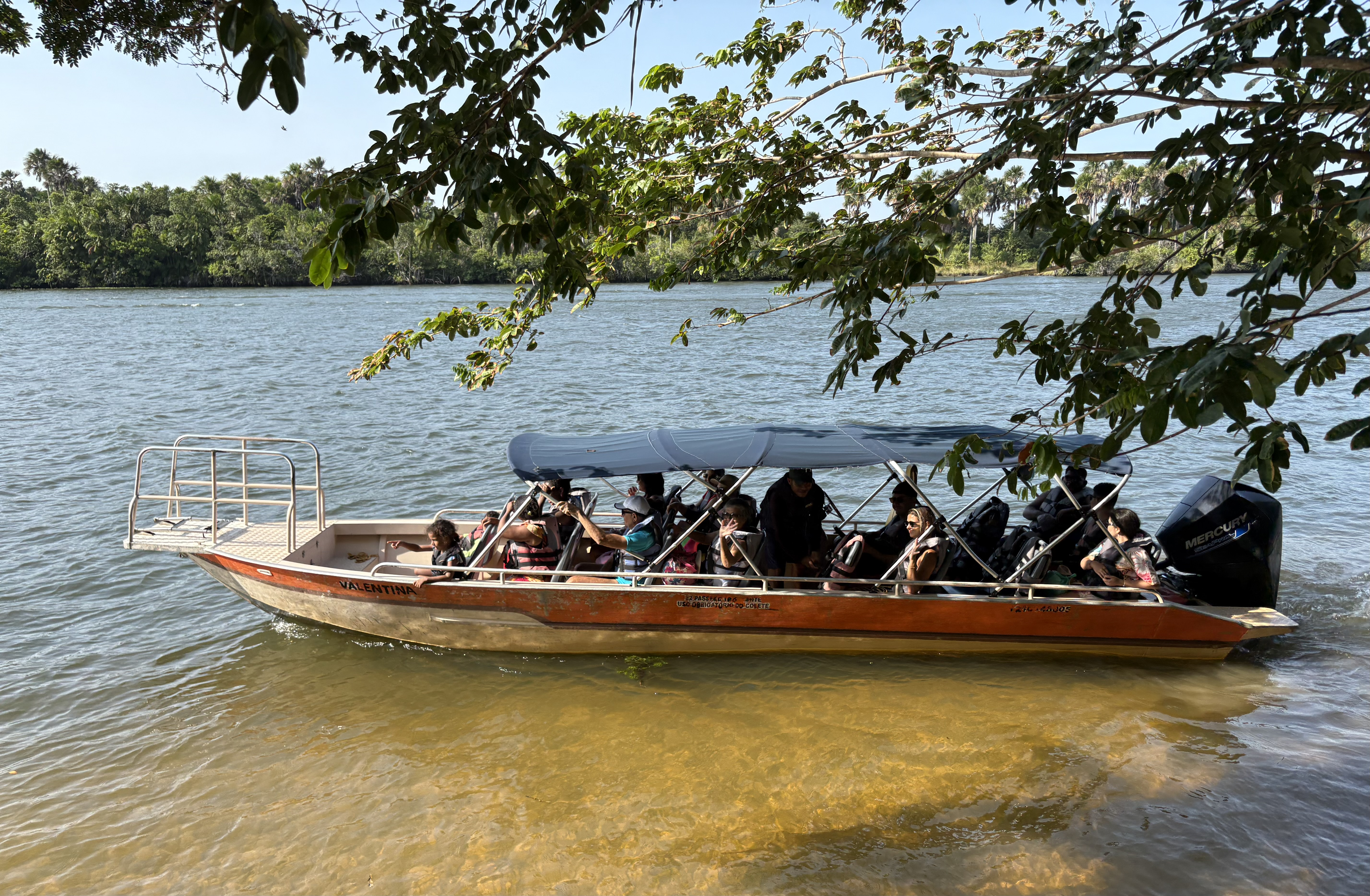
Touristenboot
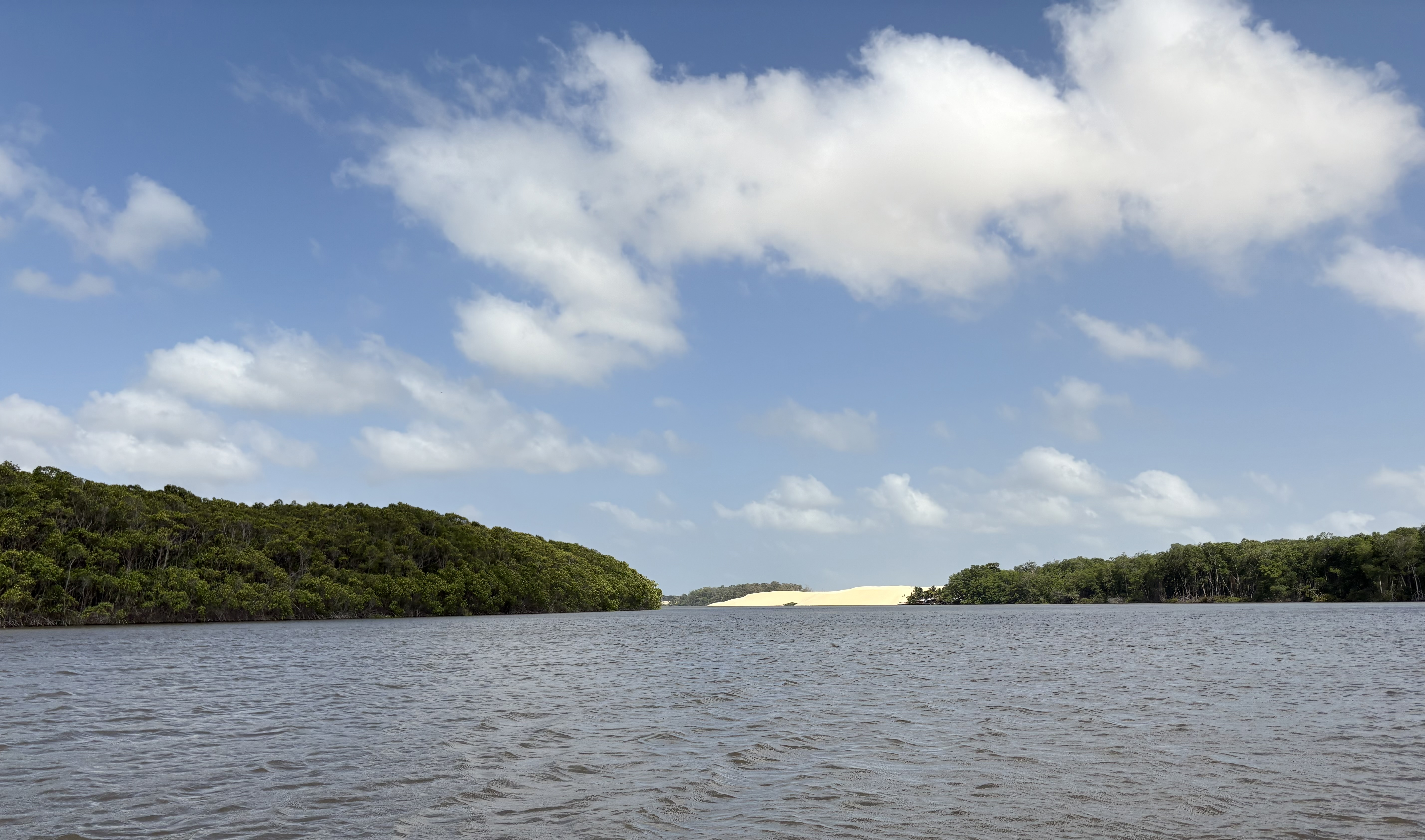
Mangrovenwälder und Dünen
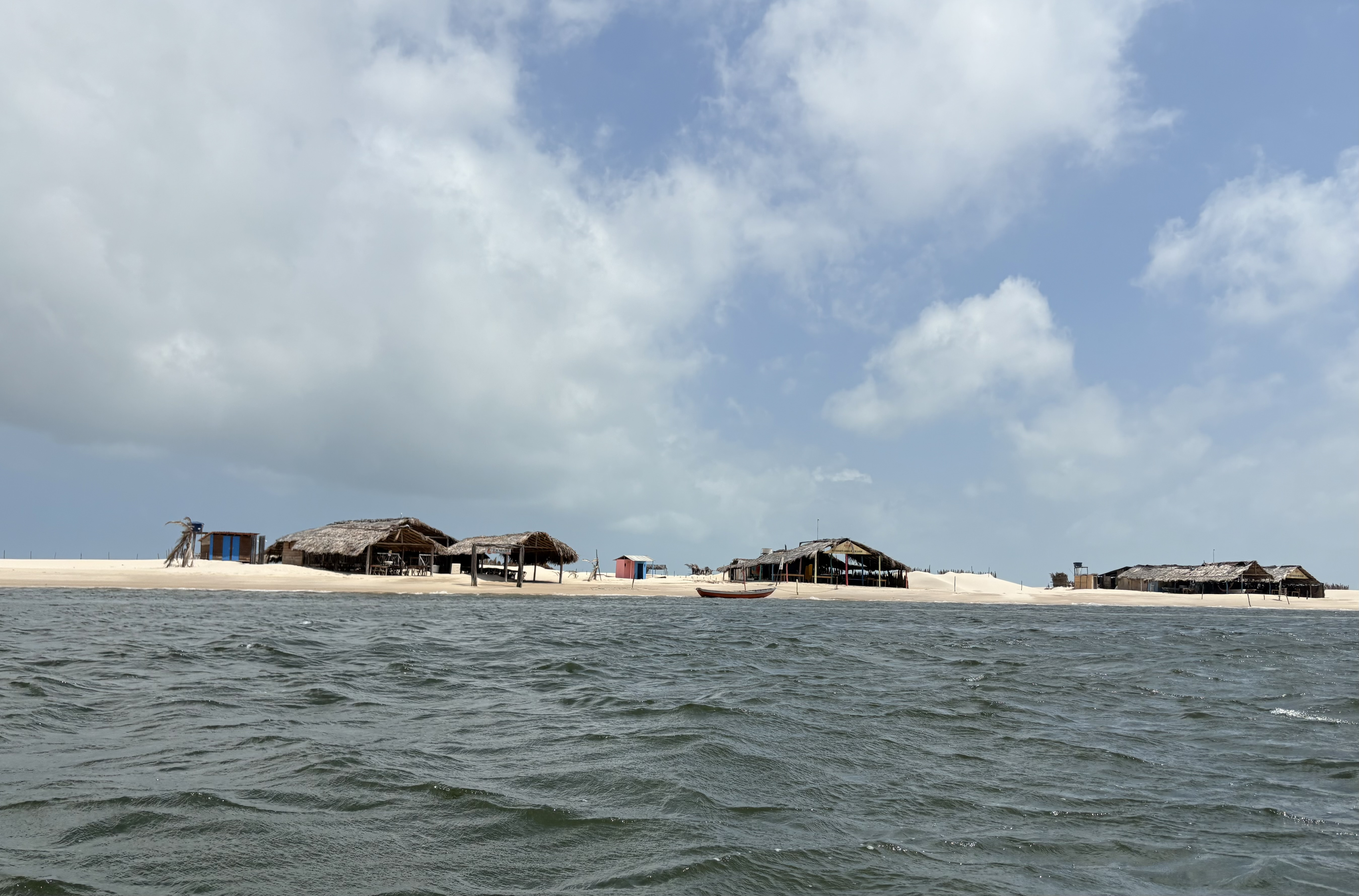
Im Bereich der Mündung